# Bisdom Nnewi

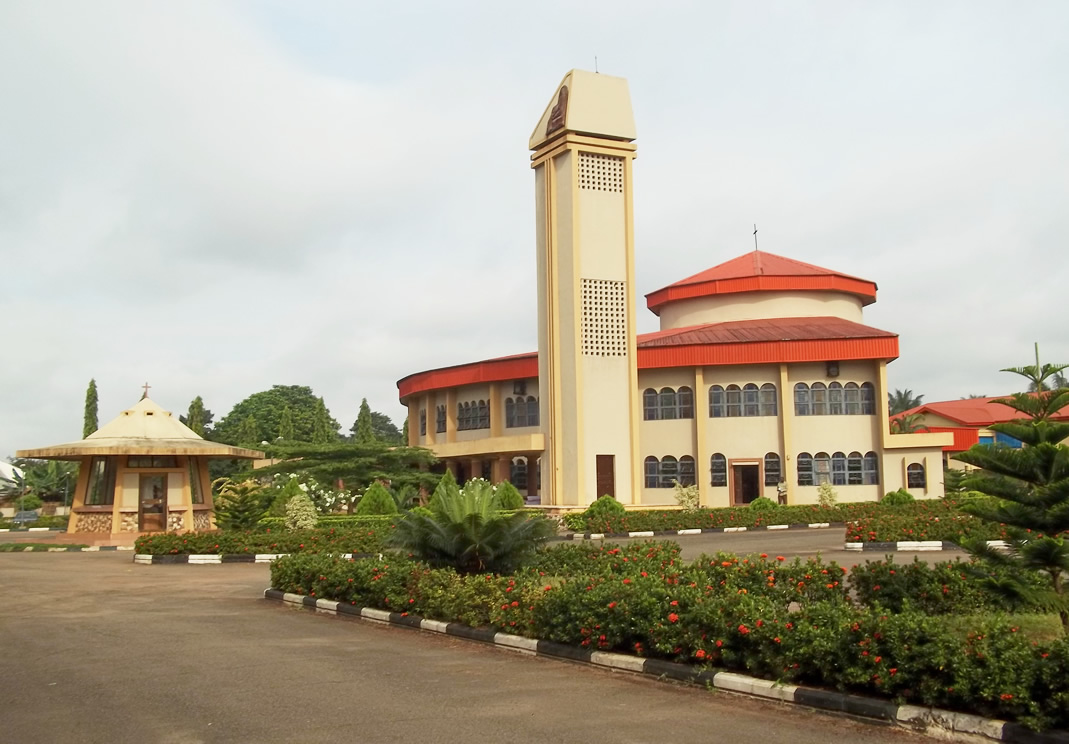
Sint-Cletuskerk in Nnewi

Het bisdom Nnewi (Latijn: Dioecesis Nneviensis) is een rooms-katholiek bisdom met als zetel de stad Nnewi in Nigeria. Het bisdom is suffragaan aan het aartsbisdom Onitsha.

## Geschiedenis
Het bisdom werd opgericht op 9 november 2001, uit gebied van het aartsbisdom Onitsha. 

## Parochies
In 2019 telde het bisdom 102 parochies. Het bisdom had in 2019 een oppervlakte van 1.160 km2 en telde 964.230 inwoners waarvan 59,8% rooms-katholiek was.

## Bisschoppen
- Hilary Paul Odili Okeke (9 november 2001 - 9 november 2021)
- Jonas Benson Okoye (9 november 2021 - heden)

Onitsha (aartsbisdom) · Abakaliki · Awgu · Awka · Ekwulobia · Enugu · Nnewi · Nsukka